# Chase Young
Chase Young (* 14. April 1999 in Upper Marlboro, Maryland) ist ein US-amerikanischer American-Football-Spieler auf der Position des Defensive Ends, der für die New Orleans Saints in der National Football League (NFL) spielt.
Er spielte an der Ohio State University College Football für die Buckeyes. In seiner letzten Saison dort brach er mit 16,5 Sacks den Rekord der Schule für eine einzelne Saison, was ihm mehrere Auszeichnungen wie die Bronko Nagurski Trophy, den Chuck Bednarik Award und den Ted Hendricks Award einbrachte. Darüber hinaus wurde er zum „Unanimous All-American“ ernannt, sowie zum Finalisten für die Heisman Trophy, eine Leistung, die für Defensivspieler als selten gilt. Im NFL Draft 2020 wurde er von den Washington Commanders, die zu diesem Zeitpunkt noch unter dem Namen Washington Redskins firmierten, an zweiter Stelle ausgewählt.

## High School
Chase Young wurde am 14. April 1999 in Upper Marlboro, Maryland, geboren. Er begann als Kind mit dem American Football und besuchte 2013 als Erstsemester die St. Vincent Pallotti High School in Laurel, Maryland, wo er als Quarterback und Outside Linebacker begann, bevor er später im selben Jahr in die Defensive wechselte. Im folgenden Jahr gewann er mit dem Team die MIAA C Conference Championship. Außerdem war er Mitglied des Schulchors und spielte Klavier, Saxophon und Geige.
2015 wechselte er an die DeMatha Catholic High School in Hyattsville, Maryland, wo er als Junior 19 Sacks und 27 Tackles for Loss hatte. Im Juli 2016 wurde er zu The Opening, einem College-Football-Rekrutierungscamp, eingeladen. Als Senior im Jahr 2016 hatte er 19 Sacks, 118 Tackles, 5 erzwungene Fumbles und 2 Defensiv-Touchdowns, die dazu beitrugen, dass das Team ungeschlagen blieb und die State Championship gewann. Er wurde dafür als einer der besten High-School-Footballspieler der Nation bezeichnet und 2016 in das USA Today All-USA High School-Footballteam aufgenommen sowie von der Washington Post zum Defensivspieler des Jahres gewählt. Außerdem wurde er zum International Bowl und zum All-American Bowl eingeladen, wobei er für das East Team im letzteren spielte. Young spielte an beiden Schulen auch Basketball, wo er ein Mannschaftskamerad und Freund des zukünftigen NBA-Spielers Markelle Fultz war, der im NBA Draft 2017 als erster insgesamt ausgewählt wurde.

## College
Young erhielt Stipendienangebote von über 40 Colleges, bevor er sich im Juli 2016 für die Ohio State University entschied und sie gegenüber anderen Schulen wie Alabama und Maryland, aufgrund des Buckeyes Defensive Coordinator Larry Johnson, der ihn persönlich rekrutierte, und den Young für einen „Guru“ hielt, sowie den Gesamtansatz der Schule, den er als „familienorientiert“ empfand. Als Studienanfänger im Jahr 2017 verzeichnete Young als Reservespieler 3,5 Sacks, 18 Tackles und einen erzwungenen Fumble. Young übernahm in seiner zweiten Saison die Rolle des Starters und stand an der Seite von Nick Bosa bis zu dessen vorzeitiger Verletzung am Saisonende. Young verzeichnete 10,5 Sacks, obwohl er sich in der Mitte der Saison beide Knöchel verstauchte, wovon drei im Spiel um die Big Ten Football Championship 2018 gegen Northwestern waren. Er wurde für diese Saison in die zweite Mannschaft All-Big-Ten berufen.

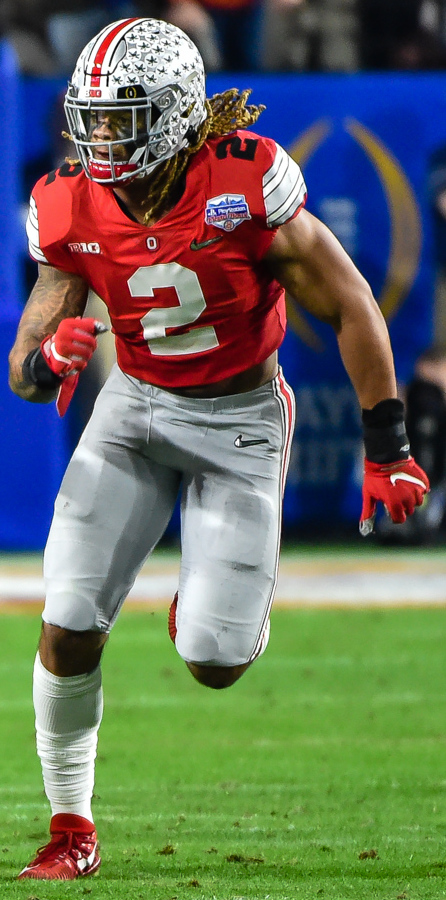
Young bei den Ohio State Buckeyes (2019)

Während seiner Junior-Saison 2019 stellte Young in einem Sieg gegen Wisconsin die Schulrekorde der Ohio State School für Sacks in einem einzigen Spiel (4) und Tackles for Loss (5) ein. Im November 2019 wurde Young von der NCAA für zwei Spiele gesperrt, weil er ein nicht autorisiertes Darlehen von einem Freund der Familie erhalten hatte, um seiner Freundin angeblich dabei zu helfen, am Rose Bowl 2019 teilzunehmen, das er später vollständig zurückzahlte. In seinem ersten Spiel nach seiner Rückkehr gegen die Penn State verzeichnete Young in seinem ersten Spiel drei Sacks. Er beendete die Saison mit 16,5 Sacks, 46 Tackles, 21 Tackles for Loss, 7 erzwungenen Fumbles, 3 niedergeschlagenen Pässen und einem blockierten Field Goal. Mit seinen 16,5 Sacks brach er den Schulrekord für eine Saison, den Vernon Gholston 2007 mit 14 Sacks aufgestellt hatte.
Young erhielt mehrere Preise und Ehrungen für seine Leistungen in dieser Saison, u. a. die Bronko Nagurski Trophy, den Chuck Bednarik Award, den Ted Hendricks Award, den Silver Football der Chicago Tribune, den Nagurski-Woodson Defensive Player of the Year, und den Smith-Brown Defensive Lineman of the Year. Darüber hinaus wurde er zweimal für seine Leistungen gegen Wisconsin und Penn State zum Walter-Camp-Defensivspieler der Woche ernannt und einstimmig in die All-Big-Ten- und All-America-Teams 2019 berufen. Er wurde auch zum Finalisten für den Walter Camp Award, Maxwell Award und die Heisman-Trophy ernannt und war damit erst der neunte Abwehrspieler seit 1982, der für letztere nominiert wurde, wo er bei der Abstimmung hinter den Quarterbacks Joe Burrow, Jalen Hurts und Justin Fields den vierten Platz belegte. Er beendete seine Karriere an der Ohio State mit 30,5 Sacks gesamt, womit er hinter den 36 von Mike Vrabel an zweiter Stelle aller Zeiten rangiert.

### College-Statistiken
| Saison                       | Spiele | Tackles | Tackles | Tackles | Tackles | Sacks  | Sacks | Fumbles | Fumbles |
| Saison                       | Spiele | Solo    | Ast     | Gesamt  | TFL     | Gesamt | Yards | FF      | FR      |
| ---------------------------- | ------ | ------- | ------- | ------- | ------- | ------ | ----- | ------- | ------- |
| 2017                         | 9      | 11      | 7       | 18      | 5       | 3.5    | 20    | 1       | 0       |
| 2018                         | 13     | 25      | 9       | 34      | 14.5    | 10.5   | 60    | 1       | 0       |
| 2019                         | 12     | 32      | 14      | 46      | 21      | 16.5   | 117   | 7       | 0       |
| Gesamt                       | 34     | 68      | 30      | 98      | 40.5    | 30.5   | 197   | 9       | 0       |
| Quelle: sports-reference.com |        |         |         |         |         |        |       |         |         |

## NFL

### Washington Redskins/Washington Football Team/Washington Commanders
Young entschied sich, auf sein Abschlussjahr an der Ohio State zu verzichten, und kündigte seine Teilnahme am NFL Draft 2020 an, wo er von vielen als bester Kandidat für den Draft angesehen wurde. Er besuchte den Combine, nahm aber an keinem Training oder Drill teil und erklärte, er wolle keine Zeit damit verschwenden, ein „Combine-Athlet“ zu sein. Young war einer von 58 Spielern, die zu dem Draft eingeladen wurden, der aufgrund der sozialen Distanzierungsvorschriften, die sich aus der COVID-19-Pandemie ergaben, virtuell stattfand. Im Draft wurde er am 23. April 2020 in der ersten Runde an zweiter Stelle von den Washington Redskins ausgewählt. Das Franchise legte nach jahrzehntelanger Kritik vor Saisonbeginn seinen Beinamen „Redskins“ ab und ging als Washington Football Team in die Saison 2020.
Bei seinem NFL-Debüt in Woche 1 gegen die Philadelphia Eagles verzeichnete Young 1,5 Sacks und konnte einen Fumble erzwingen. Gleich in seiner ersten NFL-Saison wurde er zu einem wichtigen Baustein in Washingtons Defensive. Seine überzeugenden Leistungen führten dazu, dass er im Dezember 2020 zum Team-Captain ernannt wurde. Er löste damit Dwayne Haskins ab, der wegen Verstoßes gegen die COVID-19-Regularien zuvor dieser Funktion enthoben worden war. Außerdem wurde Chase Young zum NFC Defensive Player of the Month und zum NFL Defensive Rookie of the Month des Monats Dezember ernannt. Damit war er der erste Rookie in der Geschichte des Franchise, dem eine Auszeichnung als Spieler des Monats zuteilwurde. Nach der Saison – die Washington Redskins firmierten mittlerweile übergangsweise unter dem Namen Washington Football Team – wurde er als NFL Defensive Rookie of the Year ausgezeichnet und in den Pro Bowl gewählt.
Die Saison 2021 war für Young frühzeitig beendet, als er im Spiel gegen die Tampa Bay Buccaneers in Woche 10 einen Kreuzbandriss erlitt. Bei der anschließenden komplizierten Operation wurden Teile der linken Patellasehne transplantiert, um das gerissene Kreuzband im rechten Knie zu rekonstruieren. Dadurch verpasste er auch fast die gesamte Saison 2022. Erst in den letzten drei Spielen feierte er sein Comeback.
Vor Beginn der Saison 2023 lehnten die Washington Commanders die Option seines Rookievertrags auf ein fünftes Vertragsjahr ab.

### San Francisco 49ers
Am 31. Oktober 2023 gaben die Commanders Young im Austausch gegen einen Drittrundenpick 2024 an die San Francisco 49ers ab. In neun Spielen der Regular Season kam Young als Rotationsspieler für die 49ers zum Einsatz und erzielte 2,5 Sacks. Er zog mit San Francisco in den Super Bowl LVIII ein und erzielte bei der 22:25-Niederlage nach Overtime gegen die Kansas City Chiefs einen Sack.

### New Orleans Saints
Im März 2024 unterschrieb Young einen Einjahresvertrag über 13 Millionen US-Dollar bei den New Orleans Saints. Da er sich einer Nackenoperation unterziehen musste, verpasste er Teile der Saisonvorbereitung, bestritt aber anschließend jedes Saisonspiel für die Saints. Er erzielte 31 Tackles und 5,5 Sacks. Obwohl er damit nicht ganz an die überragenden Leistungen seiner Rookie-Saison anknüpfen konnte, einigten sich die Saints mit Chase Young am 11. März 2025 auf eine Vertragsverlängerung über drei Jahre und insgesamt 51 Millionen US-Dollar, mit Boni bis zu 57 Millionen US-Dollar.

## Privat
Youngs Vater Greg spielte College-Basketball an der Bowie State University, bevor er als Polizeibeamter im Sheriff-Büro in Arlington County arbeitete, während seine Mutter Carla für das Office of Investigations des US-Verkehrsministeriums arbeitet. Young hat eine Schwester, Weslie, die College-Basketball an der North Carolina Wesleyan spielte. An der Ohio State University verfolgte Young ein Studium der Kriminologie, nachdem er von seinem Vater und einigen seiner Onkel und Cousins, die alle bei der Polizei arbeiten, inspiriert wurde. Er hat eine Tätowierung von Carl H. Robinson, seinem verstorbenen Großvater und US-Air-Force-Veteran, auf dem rechten Arm. Young wird manchmal als „Predator“ bezeichnet, da er auf dem Feld dominant ist und seine Dreadlocks den Predators aus dem Predator-Franchise ähneln.